# Trey McBride
Trey McBride (Greeley, Colorado, 22 de noviembre de 1999) es un jugador profesional estadounidense de fútbol americano, se desempeña en la posición de tight end en Arizona Cardinals, en la National Football League (NFL).

## Carrera
Fue seleccionado en la Reunión Anual de Selección de Jugadores de la NFL de 2022. Hizo su debut profesional con el equipo Arizona Cardinals, lleva jugando dos temporadas.